# Prächtige Fetthenne
Die Prächtige Fetthenne (Hylotelephium spectabile), auch Prächtige Waldfetthenne genannt, ist eine Pflanzenart aus der Gattung Waldfetthenne(Hylotelephium) innerhalb der Familie der Dickblattgewächse (Crassulaceae).

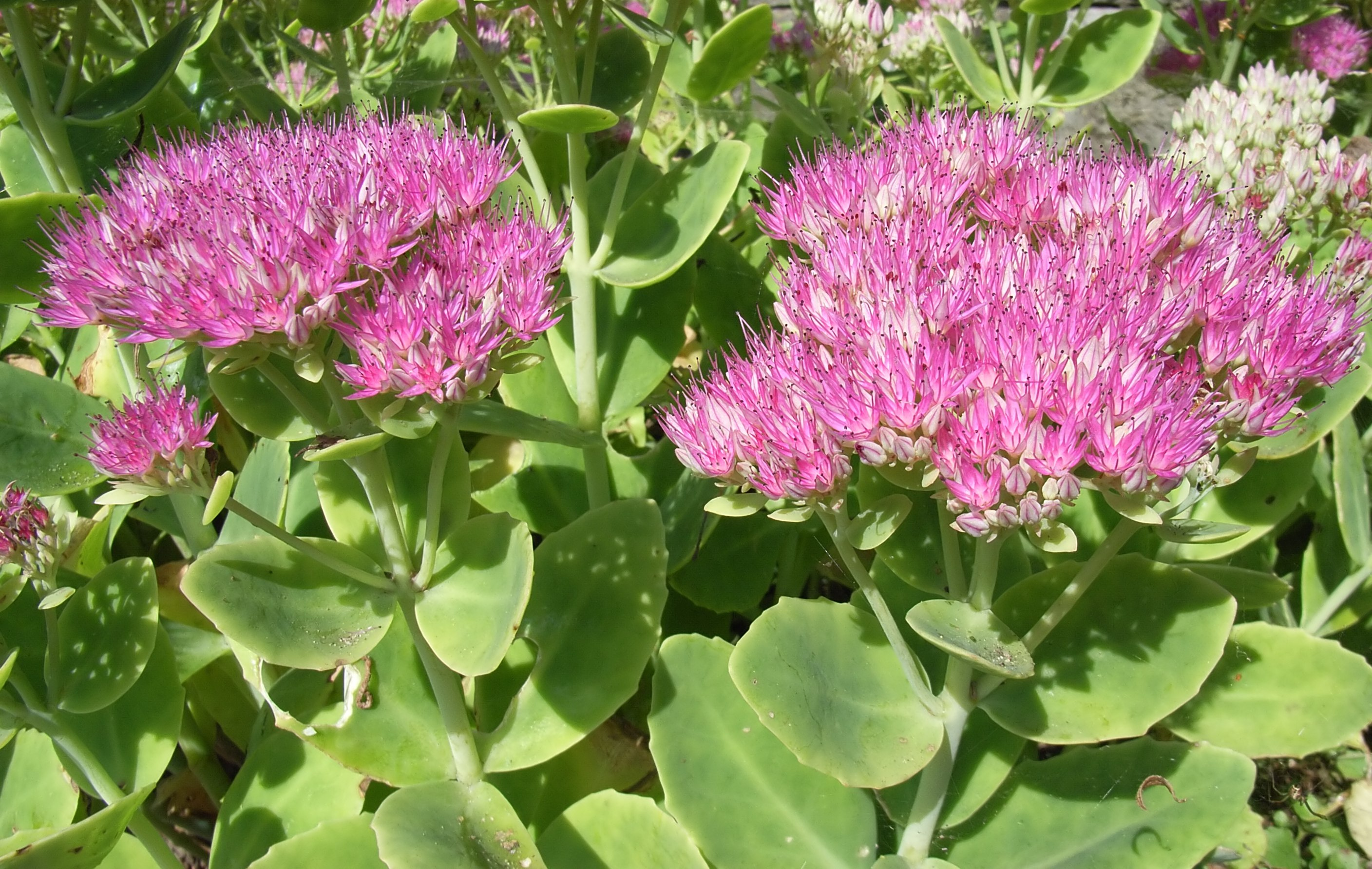
Blütenstand

## Merkmale
Die Prächtige Fetthenne ist eine ausdauernde krautige Pflanze, die sukkulent ist, ein Knollenwurzelrhizom besitzt und Wuchshöhen von 30 bis 50 Zentimeter erreicht.  Die meist gegenständig oder zu dritt quirlig angeordneten Laubblätter sind blau bereift, einfach und am Grund mehr oder weniger keilig; sie weisen eine Länge von 2,5 bis 10 und eine Breite von 0,8 bis 5 cm auf. Der Blattrand ist glatt oder spitzenwärts gezähnt. Nebenblätter fehlen.
Der vielblütige, zymöse Blütenstand ist etwa 7 bis 11 cm breit. Die zwittrigen, radiärsymmetrisch Blüten weisen einen Durchmesser von etwa 1 cm auf und sind meist fünfzählig. Die Kelchblätter sind etwa 1 cm lang. Die Kronblätter sind (selten 5) meist 6 bis 8,5 Millimeter lang. Es gibt zwei Kreise 6 bis 8 mm langer Staubblätter, die damit deutlich länger als die Kronblätter sind. Die Staubbeutel sind violett. Die freien Fruchtblätter sind etwa 3 mm lang. Der Griffel ist etwa 1,2 mm lang. Diese selbstfertile Art wird von Insekten bestäubt. Die Blütezeit reicht von August bis Oktober.
Es werden aufrechte Balgfrüchte gebildet, die von September bis Oktober reifen. Die Samen sind kurz geflügelt.

## Systematik und Verbreitung
Die Prächtige Fetthenne kommt ursprünglich in China, Korea, in der Mongolei und im fernöstlichen Russland auf Fels- und Schotterfluren vor. Eingeschleppt kommt sie in Japan, Großbritannien, Irland, Mitteleuropa, Rumänien, Bulgarien und im europäischen Russland vor. In Mitteleuropa kommt sie als Zierpflanze aus Gärten unbeständig verwildert vor in Bayern, Baden-Württemberg, Berlin und Brandenburg, Sachsen, Niedersachsen, Nordrhein-Westfalen, Mecklenburg-Vorpommern und in Tschechien.

## Taxonomie
Die Erstbeschreibung als Sedum spectabile erfolgte 1866 durch Alexandre Boreau in Mémoires de la Société Académique de Maine et Loire, Band 20, S. 116. Die Art wurde 1977 von Hideaki Ohba in Botanical Magazine [Shokubutsu-gaku zasshi], Tokyo Band 90, S. 46 als Hylotelephium spectabile (Boreau) H.Ohba  in die neue etwa 33 Arten zählende Gattung Hylotelephium gestellt.

## Nutzung
Die Prächtige Fetthenne wird häufig als Zierpflanze in Staudenbeeten und Rabatten, als Schnittblume und als Bienenfutterpflanze genutzt. Sie wurde Mitte der 1860er Jahre nach Frankreich eingeführt. Im Jahr 1868 wurde die Pflanze, oft mit dem falschen Namen Sedum fabaria, nach England und Deutschland weitergegeben und über Gärtnereien in den Handel gebracht. Es gibt viele Sorten z. B. 'Brilliant', 'Carmen', 'Rosenteller' oder 'Septemberglut'.